# Салги
Салги  (ингуш. Салги) — аул в Джейрахском районе Ингушетии. Входит в Гулинское сельское поселение.  Родовое село ингушского тейпа Салгирхой.

## География
Расположено на гребне горного кряжа у начала Салгинского (Чулхойского) ущелья, на правом берегу речки Чулхи, недалеко от границы с Грузией. Ближайшие селения: на севере — Гу, на юго-западе — Маготе, на юго-востоке — Ханикал.

## История
Башенное поселение Салги было построено не позднее XVII века. Оно занимает стратегически важное положение, преграждая проход к поселениям ущелья по нижнему пути, ведущему в Грузию. Сейчас здесь находятся две боевые, десять жилых башен с различными каменными пристройками и оборонительными стенами позднего средневековья, в основном в руинах. С северной стороны находится некрополь, в котором интерес представляет двухкамерный склеп со стрельчатым сводом. В позднем средневековье Салги был административным, политическим и культурным центром ущелья Чулхой. По преданию, Салги построили выходцы из близлежащего поселения Маготе. Из Салги происходили Салгиевы, Салгиреевы, Додовы, Элжаркиевы, Марзиевы, Дзауровы, Дударовы и другие ингушские фамилии, относящиеся к роду Салгхой (Салгирхой). Он славился высококачественными кузнечными и оружейными изделиями (луки, арбалеты, сабли), знатоками народной медицины и природных явлений, мудрыми жрецами и священниками, отважными воинами-всадниками. С южной стороны села Салги, на склоне горы, местные жители вплоть до середины XIX века активно добывали селитру, которая использовалась для приготовления различных видов пороха, и которую, наряду с образцами ручного кремневого огнестрельного оружия, изготавливали искусные мастера села Салги.

## Галерея

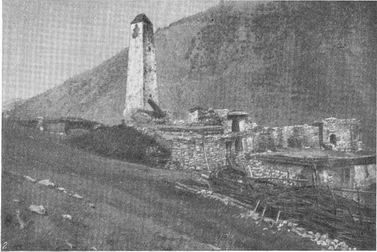
Боевая и жилые башни в с. Салги. 1929 г.